# Авельянеда
Авельяне́да (ісп. Avellaneda) — аргентинське місто в провінції Буенос-Айрес, центр округу Авельянеда. Входить до складу агломерації Великий Буенос-Айрес і є південно-східним передмістям Буенос-Айресу.

## Історія

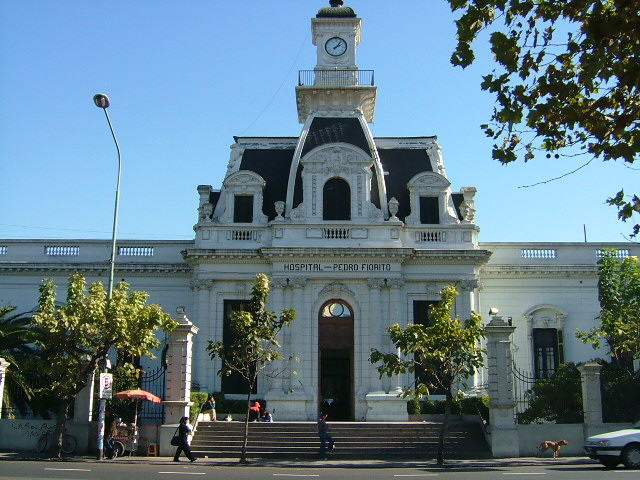
Шпиталь Авельянеди

1731 року у цій місцевості було збудовано бараки порту Ріачуело, які дали назву цій місцевості.
З 1784 року землі належали до Селища Магдалени і округу Кільмес.
1817 року на берегах річки Матанса-Ріачуело було збудовано каплицю.
1852 року поселення почало називатися Барракас-аль-Суд (ісп. Barracas al Sud — бараки на півдні). Того ж року було створено округ Барракас-аль-Суд. У місті було зведено три державні школи: одна для хлопчиків і дві для дівчаток.
1853 року було створено єпархію Авельянеда, головним храмом якої стала Італійська каплиця.
1854 року у місті було проведено перші вибори.
17 лютого 1856 року завершилося будівництво першого муніципалітету міста.
20 червня 1880 року поблизу поселення відбулася битва між військами Ніколаса Авельянеди і бунтівниками.
23 жовтня 1895 року поселення Барракас-аль-Суд отримало статус міста.
11 січня 1904 року місто і округ було перейменовано на честь президента Аргентини Ніколаса Авельянеди.
26 червня 2002 року в околицях залізничної станції Авельянеди відбулися заворушення, які були жорстоко придушені поліцією. 34 особи були поранені.

## Економіка

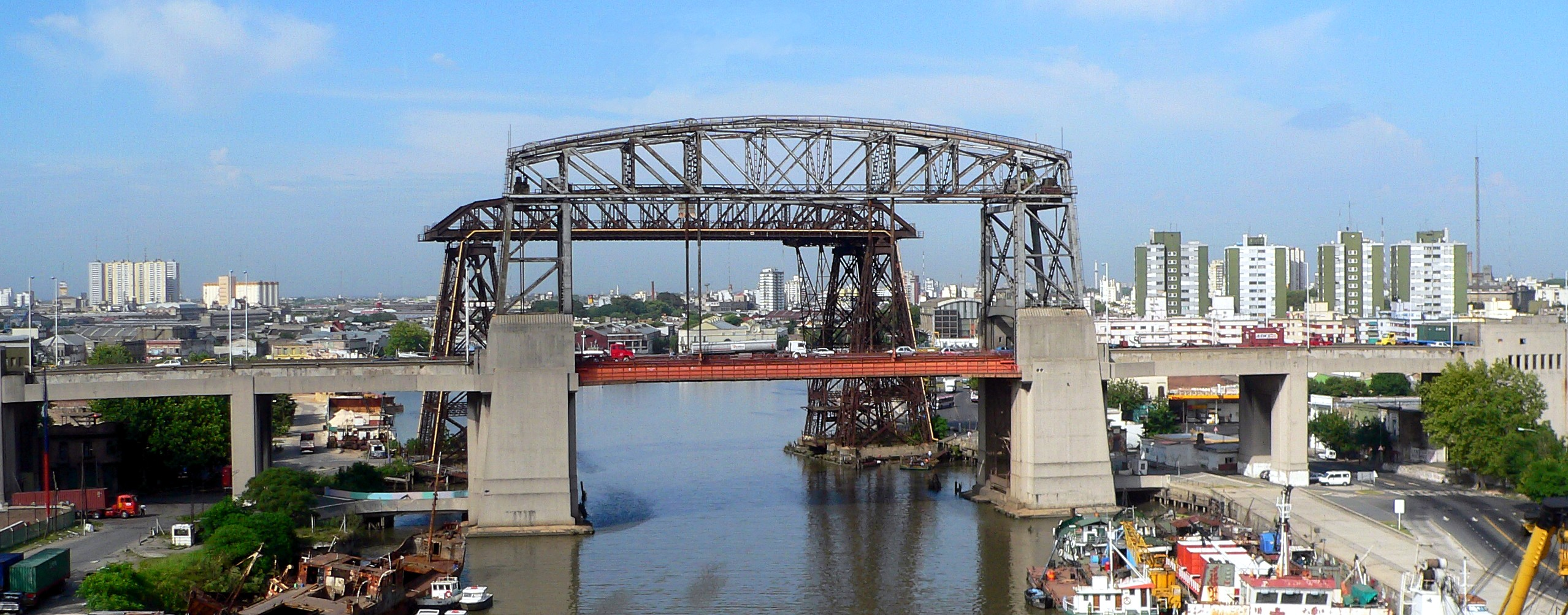
Міст Ніколаса Авельянеди і порт

Авельянеда — важливий промисловий центр. Місто є другим найбільшим осередком працевлаштування у Великому Буенос-Айресі після Кілмеса.
У 1997—2002 роках місто переживало кризу, безробіття сягало 30%.
Більшість підприємств міста належать до м'ясопереробної та консервної промисловості, також представлена переробка нафти, металообробка, шкіряно-взуттєва та текстильна промисловості, цементні заводи, судноремонтні доки.

## Транспорт

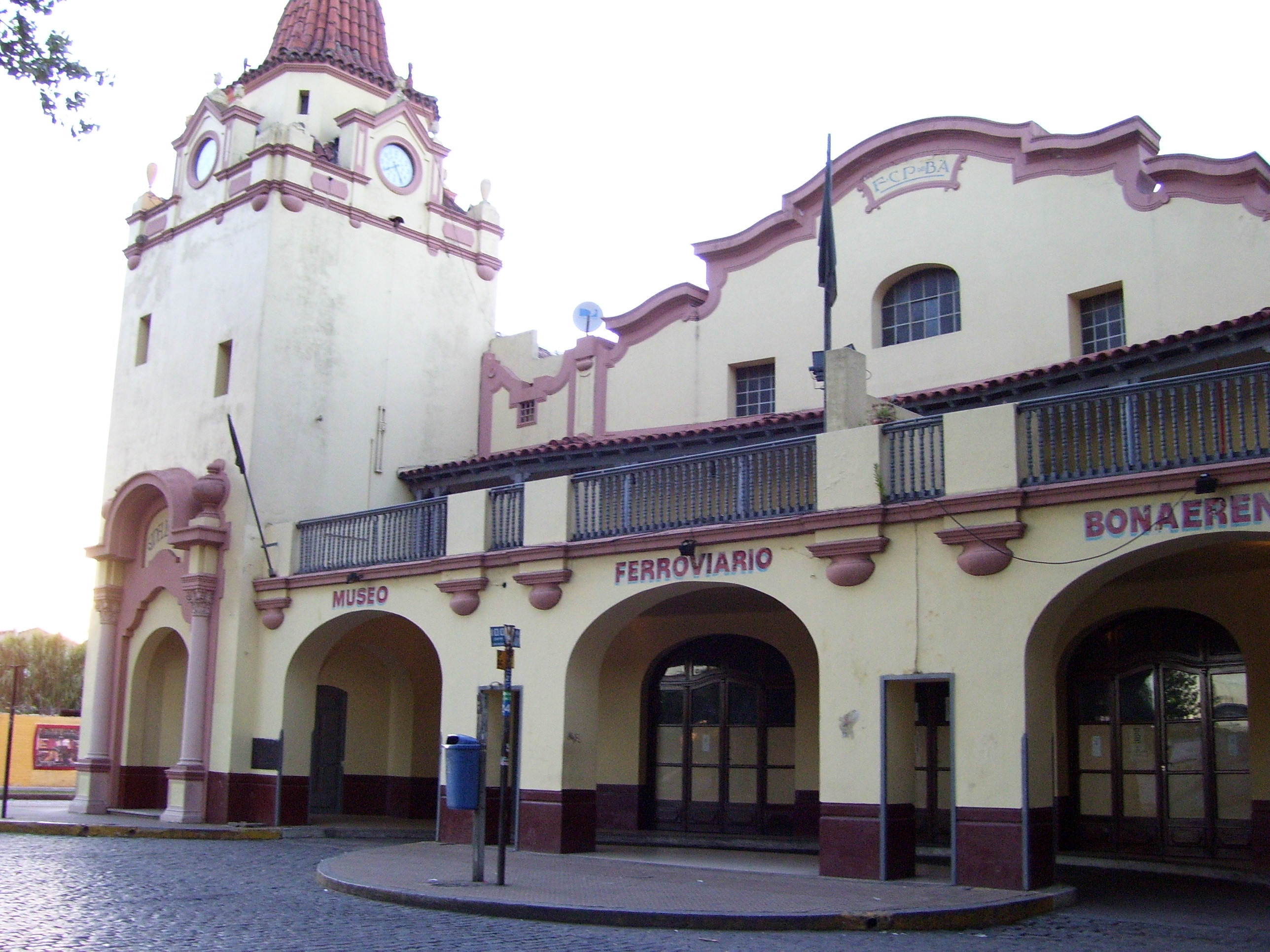
Старий залізничний вокзал

Авельянеда — важливий залізничний вузол та порт на березі затоки Ла-Плата.
З містом Буенос-Айрес Авельянеду поєднує міст Пуейрредон через річку Матанса-Ріачуело, а також мости Барранка Пенья, Бош, ім. Ніколаса Авельянеди.
Громадський транспорт представлений автобусами № 10, 17, 22, 24, 33, 45, 93, 95, 98, 100, 129, 148, 178, 247, 271, 293, 295, 373, 446 і 570.

## Клімат
Середня температура повітря в липні становить +10 °C, а в січні +24 °C. Середня річна кількість опадів становить 987 мм. 
| Клімат Авельянеди                              | Клімат Авельянеди | Клімат Авельянеди | Клімат Авельянеди | Клімат Авельянеди | Клімат Авельянеди | Клімат Авельянеди | Клімат Авельянеди | Клімат Авельянеди | Клімат Авельянеди | Клімат Авельянеди | Клімат Авельянеди | Клімат Авельянеди | Клімат Авельянеди |
| Показник                                       | Січ.              | Лют.              | Бер.              | Квіт.             | Трав.             | Черв.             | Лип.              | Серп.             | Вер.              | Жовт.             | Лист.             | Груд.             |                   |
| Абсолютний максимум, °C                        | 43,3              | 38,7              | 37,9              | 36                | 31,6              | 28,5              | 30,2              | 34,4              | 34                | 34                | 36,8              | 40,5              |                   |
| Середній максимум, °C                          | 30,4              | 28,7              | 26,4              | 22,7              | 19                | 15,6              | 14,9              | 17,3              | 18,9              | 22,5              | 25,3              | 28,1              |                   |
| Середня температура, °C                        | 25,4              | 24                | 21,7              | 18,2              | 14,6              | 11,6              | 11,1              | 13,1              | 14,4              | 17,7              | 20,6              | 23,2              |                   |
| Середній мінімум, °C                           | 20,4              | 19,4              | 17                | 13,7              | 10,3              | 7,6               | 7,4               | 8,9               | 9,9               | 13                | 15,9              | 18,4              |                   |
| Абсолютний мінімум, °C                         | 5,9               | 4,2               | 2,8               | −2,3              | −4                | −5,3              | −5,4              | −4                | −2,4              | −2                | 1,6               | 3,7               |                   |
| Норма опадів, мм                               | 120               | 122               | 154               | 115               | 100               | 50                | 55                | 65                | 78                | 140               | 130               | 114               |                   |
| ---------------------------------------------- | ----------------- | ----------------- | ----------------- | ----------------- | ----------------- | ----------------- | ----------------- | ----------------- | ----------------- | ----------------- | ----------------- | ----------------- | ----------------- |
| Джерело: http://www.smn.gov.ar/?mod=clima&id=5 |                   |                   |                   |                   |                   |                   |                   |                   |                   |                   |                   |                   |                   |

## Культура

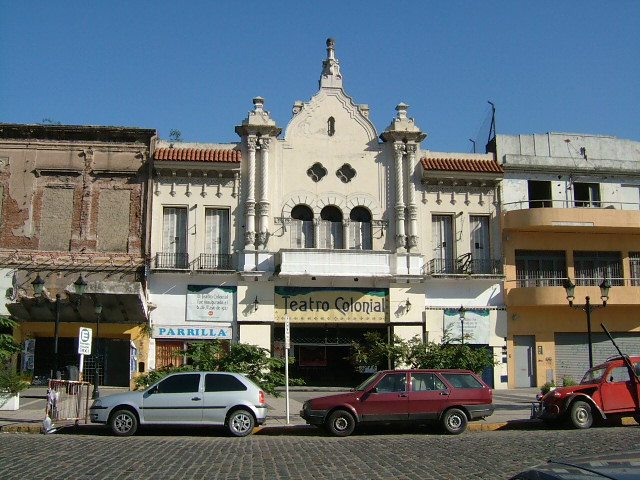
Колоніальний театр

У місті Авельянеда знаходяться такі заклади культури:
- Муніципальний театр Рома (ісп. Teatro Municipal Roma), відкритий 1 жовтня 1904 року
- Будинок культури
- Концертний зал Хосе Родрігес Фауре
- Колоніальний театр

## Освіта
У місті Авельянеда знаходиться велика кількість шкіл, як державних, так і приватних. Найвідомішими серед них є:
- Педагогічне училище Просперо Алемандрі (ісп. Escuela Normal Superior Prospero Alemandri), засноване 1919
- Коледж Пія XII (ісп. El colegio Pio XII)
- Коледж Сан-Мартіна (ісп. El colegio San Martin)
- Освітній центр Лорето (ісп. El Centro Educativo Loreto)

В Авельянеді також знаходиться велика кількість інститутів артистичного напрямку:
- Муніципальний інститут навчання мистецтву (ісп. Instituto Municipal de Educación Por el Arte), створений 1965 року.
- Муніципальний інститут мистецтва фотографії і аудіовізуальних технік (ісп. Instituto Municipal de Arte Fotográfico y Técnicas Audiovisuales), створений 1969.
- Інститут кіномистецтва (ісп. Instituto de Arte Cinematográfico), створений 1984 року.
- Муніципальний інститут театру (ісп. Instituto Municipal de Teatro)
- Муніципальний інститут аргентинського фольклору і ремесел (ісп. Instituto Municipal de Folklore y Artesanías Argentinas)
- Муніципальний інститут образотворчих мистецтв (ісп. Instituto Municipal de Artes Plásticas)
- Муніципальний інститут музики Авельянеди (ісп. Instituto Municipal de Música de Avellaneda)

Також у місті знаходиться регіональні відділення Національний технологічного університету і Університету Буенос-Айреса.
З 1987 року у місті діє перша в Аргентині школа народної музики (ісп. Escuela de Música Popular de Avellaneda).

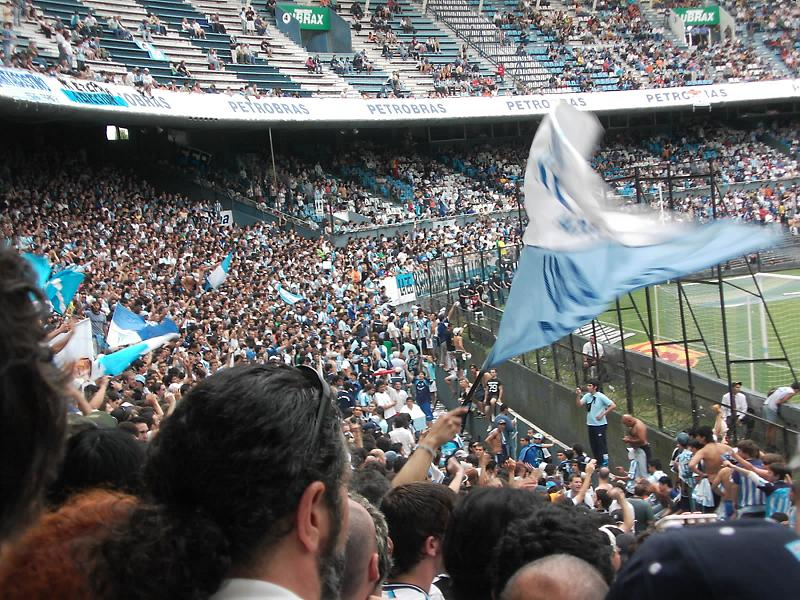
Стадіон клубу Расинг

## Спорт
Авельянеда має два відомі футбольні клуби: 
- Індепендьєнте (ісп. Club Atlético Independiente), створений 1 січня 1905 року. Має власний стадіон «Лібертадорес де Америка». Грає у першому дивізіоні аргентинського чемпіонату[4].
- Расинг (ісп. Racing Club), створений 25 березня 1903 року. Має власний стадіон «Хуан Домінго Перон». Грає у першому дивізіоні[5]

Протистояння цих двох клубів називається «Класіко Авельянеди».

## Населення
Динаміка населення округу Авельянеда:

## Видатні особи
У Авельянеді народилися такі відомі люди:
- Роберто Акунья — футболіст, володар Кубку Іспанії з футболу 2001 і Суперкубку Лібертадорес 1995
- Хуан Хосе Кастро — композитор, піаніст, скрипаль і диригент
- Умберто Маскіо — футболіст, володар Кубка Америки з футболу 1957, чемпіон італійської Серії А 1962-63, володар Кубку Італії з футболу 1965-66, Кубку Лібертадорес і Міжконтинентального кубку з футболу 1967 року.
- Фелікс Лусто — футболіст, восьмиразовий чемпіон Аргентини, володар трьох Кубків Америки
- Хуліо Грондона — віце-президент FIFA, президент Футбольної асоціації Аргентини
- Едельміро Хуліан Фаррелл — президент Аргентини у 1944—1946 роках
- Раймундо Орсі — футболіст, віце-чемпіон Олімпійських ігор 1928, чемпіон світу 1934 року
- Адольфо Педернера — футболіст, займає 12-ту позицію у списку найкращих футболістів ХХ ст. за версією IFFHS
- Лоліта Торрес — актриса театру та кіно і співачка
- Асусена Вільяфлор (1924—1977) — аргентинська громадська діячка